# Clarice Amaral
Clarice José do Amaral, mais conhecida como Clarice Amaral (Arceburgo, 12 de outubro de 1935 — Cunha, 27 de junho de 2020), foi uma apresentadora de televisão brasileira. Foi uma das pioneiras da televisão no Brasil, tendo apresentado o primeiro programa infantil brasileiro com plateia, Grande Gincana Kibon, na RecordTV, entre 1955 e 1969. Também comandou o Clarice Amaral em Desfile, na TV Gazeta, um dos pioneiros dos programas de universo feminino contemporâneos, que unia temáticas de casa, com mercado de trabalho e saúde da mulher. Em 1986, após um traumático assalto em sua casa, decidiu deixar a carreira artística e mudar-se para uma cidade pequena (Cunha, no interior de São Paulo).

## Carreira
Clarice iniciou a carreira em 1955, aos dezenove anos, apresentando o primeiro programa de infantil com plateia ao vivo produzido no Brasil, o Grande Gincana Kibon, na RecordTV, criado quando a emissora percebeu o forte apelo comercial das crianças, que só tinham alguns seriados voltados para si, mas nenhum programa de auditório. Em 17 de abril Clarice estreava no programa, o qual permaneceu por quatorze anos, até 1969, quando decidiu galgar um programa adulto. Pelo programa foi indicada no Troféu Imprensa de 1968 na categoria de Melhor animadora de televisão.[carece de fontes?] Em 1969 estreou na TV Cultura no comando do programa São Paulo, Capital Rua Augusta, que mostrava pontos turísticos e gastronômicos na capital paulista. Em 1970 assinou com a TV Gazeta e se tornou apresentadora do Clarice Amaral em Desfile, o pioneiro dos programas voltados ao universo feminino, unindo temáticas como a mulher no mercado de trabalho, a moda no Brasil com desfiles das principais marcas e assuntos de saúde e beleza, sendo também o primeiro programa paulista a ser exibido à cores em 1972. Após dez anos de exibição, aos 45 anos, Clarice decidiu deixar a televisão, alegando que não gostaria de envelhecer diante das câmeras. Em 1981 passa a apresentar o Programa Clarice Amaral na Rádio Mulher, permanecendo por cinco anos.
Em 1986, Clarice sofreu um traumático assalto em sua casa, o que a fez deixar a carreira artística e se mudar para Cunha, baixada litorânea de São Paulo, decidindo levar uma vida anônima e longe dos holofotes desde então.

## Morte
Morreu aos 84 anos em Cunha, em 27 de junho de 2020.

## Filmografia
| Ano     | Título                         | Cargo         |
| ------- | ------------------------------ | ------------- |
| 1955–69 | Grande Gincana Kibon           | Apresentadora |
| 1969–70 | São Paulo, Capital Rua Augusta | Apresentadora |
| 1970–80 | Clarice Amaral em Desfile      | Apresentadora |

## Rádio
| Ano     | Título                  | Cargo         | Nota         |
| ------- | ----------------------- | ------------- | ------------ |
| 1981–86 | Programa Clarice Amaral | Apresentadora | Rádio Mulher |